# کتابخانه ماریو دو آندراد
کتابخانه ماریو د آندراد (به پرتغالی: Biblioteca Mário de Andrade ; BMA) بزرگ‌ترین کتابخانه عمومی در شهر سائوپائولو، برزیل است. این کتابخانه که در سال ۱۹۲۵ با اهدای دارایی‌های کتابخانه شهرداری شهر کامارا تأسیس شد، سپس این مرکز به یکی از مهم‌ترین مؤسسات فرهنگی برزیل و همچنین یکی از کتابخانه‌های تحقیقاتی پیشرو در این کشور تبدیل شد. این نام به افتخار ماریو د آندراد یکی از بنیانگذاران مدرنیسم برزیلی نامگذاری شده است. این ساختمان داخل ساختمان آرت دکو در مرکز یک شهر تاریخی قرار دارد که یکی از نمادهای این سبک در آن شهر محسوب می‌شود.